# Indonesia Open (badminton) de 1990
O Indonesia Open de 1990 de badminton foi realizado em Samarinda, de 18 a 22 de Julho de 1990. Foi a nona edição do torneio e a premiação foi de US$135,000.

## Resultados finais
| Categoria         | Campeões                          | Finalista                              | Placar            |
| ----------------- | --------------------------------- | -------------------------------------- | ----------------- |
| Simples Masculino | Ardy Wiranata                     | Eddy Kurniawan                         | 15–10, 15–5       |
| Simples Feminino  | Lee Young-suk                     | Susi Susanti                           | 1–11, 11–8, 11–4  |
| Duplas Masculinas | Razif Sidek & Jalani Sidek        | Thomas Indracahya & Reony Mainaky      | 15–4, 15–5        |
| Duplas Femininas  | Chung Myung-hee & Chung Soo-young | Rosiana Tendean & Erma Sulistianingsih | 17–15, 8–15, 15–3 |
| Duplas Mistas     | Gunawan & Rosiana Tendean         | Aryono Miranat & Erma Sulistianingsih  |                   |